# Lilian Lambert
Pour les articles homonymes, voir Lambert.
Lilian Lambert, née le 21 février 1924 et morte le 12 juin 2009[réf. nécessaire] à Bruxelles en Belgique, est une danseuse, chorégraphe, metteur en scène et une pédagogue belge. Elle a fondé à Bruxelles en 1958 une école de danse qui a formé des artistes de réputation internationale : « Les Ateliers des arts du spectacle Lilian Lambert ».

## Biographie
Lilian Lambert est une danseuse et ancienne élève de Tatiana de Zeumé ainsi que d'Olga Preobrajenska. Elle crée sa propre compagnie de danse en 1946, mais elle sera surtout connue pour son rôle de pédagogue sur la scène bruxelloise. Elle fonde en 1958 les Ateliers des arts du spectacle, avec pour vocation de fournir tant aux débutants qu'aux pratiquants confirmés, une formation originale, mêlant les différents aspects des arts de la scène: danse classique, danse moderne, théâtre, chant, solfège et un enseignement de culture générale artistique. 
Cet atelier préfigure en quelque sorte l'École Mudra, fondée par Maurice Béjart en 1970 et destinée aux danseurs confirmés. Il existait d'ailleurs une relation directe entre les Ateliers Lilian Lambert et Mudra, notamment avec certains enseignants qui travaillaient pour les deux institutions, comme Fernand Schirren et plus tard Maguy Marin.

## Anciens élèves
Parmi les anciens élèves qui se sont fait connaître sur scène après avoir fréquenté les Ateliers Lilian Lambert on peut citer entre autres Anne Teresa De Keersmaeker, Diane Broman, Michèle Anne De Mey, Nadi Malengreaux, Jean-Claude Wouters, Joëlle Paul, Christine Versé, Monique Kerkhof, Anne Breuer et Suzon Fuks (en).
En 1992, Anne Teresa De Keersmaeker, après son passage aux Ateliers Lilian Lambert et ensuite à Mudra, fonde à Bruxelles, après la fermeture de cette dernière institution, l'École P.A.R.T.S. en partie sur le modèle des Ateliers, c'est-à-dire, dans la tradition pluridisciplinaire des arts de la scène bruxelloise.